# Cariaco
Cariaco es una ciudad venezolana, capital del Municipio Ribero del Estado Sucre. Recibe el nombre de Cariaco también la parroquia donde se encuentra la población. Se encuentra rodeada por diversas comunidades, entre ellas: Carrizal de la Cruz, Aguas Calientes, El Cordón de Cariaco; el cual se encuentra en el curso del río Carinicuao, Cerezal, Sabaneta, Terranova y Villa Frontado o Muelle de Cariaco. Las zonas suburbanas que a su vez forman parte de la ciudad son Las Manoas, Los Silos y El Porvenir.

## Historia
La ciudad fue fundada por Joan Orpí en el siglo XVI  con el nombre de San Felipe de Austria. La población fue atacada en repetidas oportunidades por tribus caribes. Después de que las autoridades españolas destruyeran el castillo de Araya en 1762 al decidir abandonarlo, algunos indígenas y pardos de la región se mudaron a Cariaco. Alexander von Humboldt la visitó en 1799 y 1800. Cariaco contaba para el 1800 con unos seis mil habitantes. En aquel entonces los habitantes se dedicaban al cultivo del algodón.
En su diario Humboldt escribió:

Conocimos en la ciudad a mucha gente que por una cierta ligereza de su comportamiento, por un círculo de ideas más amplio y, si puedo añadir eso, por una predilección clara por la forma de gobierno de los Estados Unidos mostraban que habían estado en contacto estrecho con el extranjero. Aquí oí pronunciar con admiración por primera vez en estas latitudes los nombres de Franklin y Washington. Junto a esta admiración también oímos quejas sobre el estado actual de Nueva Andalusía, descripciones, con frecuencia exageradas, de la riqueza natural del país, así como deseos apasionados e impacientes por un futuro mejor.

En 1997 se produjo un terremoto de 7.0 en la escala de Richter; en dicho suceso 39 personas murieron solo en la parroquia de Cariaco, y hubo muchos daños materiales. Entre ellos la destrucción del Liceo "Raimundo Martínez Centeno", la escuela "Valentín Valiente", y la escuela "Estanislao Rendón", la cual cambió su lugar de dirección luego del terremoto.
El lunes 8 de mayo de 2017, se cumplieron doscientos años del Congreso de Cariaco (también llamado despectivamente Congresillo de Cariaco), celebrado en la población de San Felipe de Cariaco los días 8 y 9 de mayo de 1817, tal como se había acordado y convocado en Santa Ana del Norte el 6 de mayo de 1816. En el análisis de este importante hecho de la historia local, regional y nacional se han esgrimido varias conjeturas y aún en tiempos contemporáneos persisten dudas y olvidos acerca de este hecho.
Conocidas las comunicaciones del presbítero chileno José Cortés de Madariaga enviadas desde el Puerto de Pampatar en la Isla de Margarita con fechas 25 y 28 de abril de 1817 a los generales Simón Bolívar y Santiago Mariño. Al Libertador informándole de su llegada a la isla de Margarita y las razones de su viaje a la isla, y recalcando que la “fuerza no es gobierno” y que el gobierno debe ser de civiles, le augura triunfos y valora su hidalguía; y a Santiago Mariño, que estaba en Cumanacoa, lo invita a trasladarse a la isla para tratar la formación de un gobierno constitucional, tal como se había tratado y aceptado en el exilio haitiano y en consonancia con lo solicitado por el gobierno británico, de firmar acuerdos con un estado legítimamente constituido. Aclara que se comunicaba como Segundo Jefe del Ejército porque le había sido imposible comunicarse con el Jefe Supremo de los Ejércitos, el Libertador Simón Bolívar. Mariño refiere su imposibilidad de viajar a Margarita y decide realizar en nombre del Libertador, el Congreso en San Felipe de Cariaco, ciudad libre de realistas y cercana tanto de Margarita como de Cumanacoa.
En relación con el Congreso de Cariaco existen dos posiciones encontradas: la primera, que plantea que este fue un brote claro de indisciplina y un intento por desconocer la autoridad suprema del Libertador, por cuanto el Congreso restableció el Gobierno federal y nombró para integrar el Poder Ejecutivo a un Triunvirato integrado por Fernando Rodríguez del Toro, Francisco Javier Mayz y Simón Bolívar, a Mariño jefe supremo del Ejército y al almirante Luis Brión comandante general de la Armada; y la segunda, que considera al Congreso en busca legitimar la causa libertadora para beneficio de la Patria con un gobierno civil. Al revisar las actas del Congreso de Cariaco podemos evidenciar que en ninguno de los actos refrendados se habla del desconocimiento de la autoridad del libertador General Simón Bolívar, como algunos han afirmado arduamente.
El 12 de mayo de 1817 los congresistas se embarcan hacia Pampatar y en la Casa Amarilla de esta población se decora a la isla de Margarita con el nombre de Nueva Esparta y en Ley Marcial un Decreto en el cual se incorporan siete estrellas azules en la banda amarilla de la Bandera Nacional, en representación de las 7 provincias que habían firmado el Acta de la Declaración de la Independencia en 1811, envío de representación diplomática a Londres y Washington y rebaja en las importaciones.

## Religión
Principalmente se evidencia el catolicismo como religión predominante. Asimismo, otras confesiones como el protestantismo, en particular la denominación luterana, también están presentes en la localidad.
El 31 de octubre de 1971 se fundó la primera iglesia evangélica de Cariaco, con el nombre de Iglesia Evangélica Betesda, perteneciente a la OIENIV (Organización de Iglesias Evangélicas Nacionales e Independientes de Venezuela). Su ubicación inicial fue en el barrio Democracia, y posteriormente fue trasladada a la calle Miranda, con calle Buenos Aires, detrás del gimnasio de Cariaco.